# Agence nationale des soins de santé primaires
L'Agence Nationale des Soins de Santé Primaires, en abrégé ANSSP, est un établissement public à caractère social, doté d'une personnalité juridique et d'une autonomie financière. Elle placée sous l'égide du Ministère béninois de la santé. À sa tête se trouve Blaise Guezo- Mevo qui est l'actuel directeur général,.

## Mission
Placée sous la tutelle du ministère de la santé, l'Agence nationale des soins de santé primaires est responsable de la mise en œuvre de la politique sanitaire nationale qui se concentre sur les soins de santé primaires.

## Attributions
L'Agence nationale des soins de santé primaires a pour responsabilité d'appliquer la politique sanitaire nationale axée sur les soins de santé primaires. À cet effet, ses principales missions consistent à :
- Assurer la mise en œuvre des politiques, des stratégies, des normes et de la réglementation dans tous les domaines des soins de santé primaires, conformément au programme national de développement sanitaire.
- Planifier et coordonner la mise en œuvre des politiques et des stratégies liées aux soins de santé primaires.
- Garantir la fourniture de soins de qualité.
- Intégrer l'aspect socio-culturel dans la mise en œuvre des politiques et des stratégies des soins de santé primaires.
- Promouvoir la mobilisation et la mutualisation des ressources financières nécessaires par le biais de plaidoyers.
- Assurer la viabilité financière des structures de soins de santé primaires.
- Contribuer à la production et à la gestion des informations sanitaires relatives aux soins de santé primaires.

## Organisation et Fonctionnement
L'Agence nationale des soins de santé primaires est composée de différentes entités, qui sont sous la supervision du Directeur Général. Ces entités comprennent:
Un conseil d'administration, L'Agence nationale des soins de santé primaires est gérée par un Conseil d'administration. Le Conseil d'administration joue un rôle essentiel en tant qu'organe directeur de l'Agence, disposant de pouvoirs étendus pour prendre les mesures nécessaires à une gestion efficace. En plus de superviser, suivre et contrôler les activités de la direction générale, il est responsable de:
- Adopter les plans stratégiques et le programme pluriannuel d'actions et d'investissements.
- Approuver les projets et budgets annuels de l'Agence.
- Examiner les rapports d'activités de l'Agence ainsi que les rapports annuels de performance.
- Valider les états financiers établis après chaque exercice par la direction générale
- Autoriser les actes et conventions conclus par le directeur général.
- Approuver le règlement intérieur et le manuel de procédures proposés par le directeur général.
- Approuver l'organigramme ainsi que la grille de rémunération du personnel de l'Agence.
- Adopter les règles de gouvernance, le code d'éthique et de déontologie régissant la conduite des affaires de l'Agence.
- Proposer à l'autorité de tutelle, le cas échéant, la transformation ou la dissolution de l'Agence, ainsi que toute modification des statuts.

## Direction générale
Une direction générale est responsable de la gestion quotidienne de l'Agence. La direction générale de l'Agence est chargée de la gestion quotidienne et de l'efficacité globale de l'Agence. Elle est responsable de l'exécution, de la coordination et de la gestion des activités de l'Agence, conformément aux orientations établies par le Conseil d'administration. Ses responsabilités comprennent,:
- Coordonner les activités de l'Agence
- Recruter et licencier le personnel permanent ou contractuel de l'Agence, conformément à la législation en vigueur
- Élaborer et faire adopter les documents de gestion de l'Agence par le Conseil d'administration.
- Représenter l'Agence dans tous les actes juridiques, en particulier vis-à-vis des tiers
- Veiller à l'application correcte des procédures techniques, administratives, financières et comptables.

## Siège
L'Agence nationale des soins de santé primaires se trouve à Cotonou.